# Po drodze do nieba
Po drodze do nieba – utwór łódzkiego rapera O.S.T.R., który został wydany 9 stycznia 2009 roku, a swoją premierę miał na stronie internetowej Asfalt Records. Tytułowy utwór pochodzi z dziesiątej płyty O.C.B. Do utworu powstał teledysk w reżyserii Tomka Czubaka, w teledysku wystąpiła żona artysty i jego nowo narodzony syn. Teledysk zawiera w sobie wiele efektów specjalnych.